# Provincia di Kırklareli
La provincia di Kırklareli (in turco Kırklareli ili) è una provincia della Turchia.

## Geografia fisica
La provincia si trova nella parte europea della Turchia. A nord confina con la Bulgaria, ad ovest con la provincia di Edirne, a sud con la provincia di Tekirdağ, ad est è bagnata dal mar Nero.
Il suo capoluogo è Kırklareli, che in turco significa città dei quaranta, riferendosi molto probabilmente alla leggenda dei quaranta guerrieri Ghazw inviati dal sultano Murad I per conquistare la città ed annetterla all'Impero ottomano durante il XIV secolo.

## Geografia antropica

### Suddivisioni amministrative

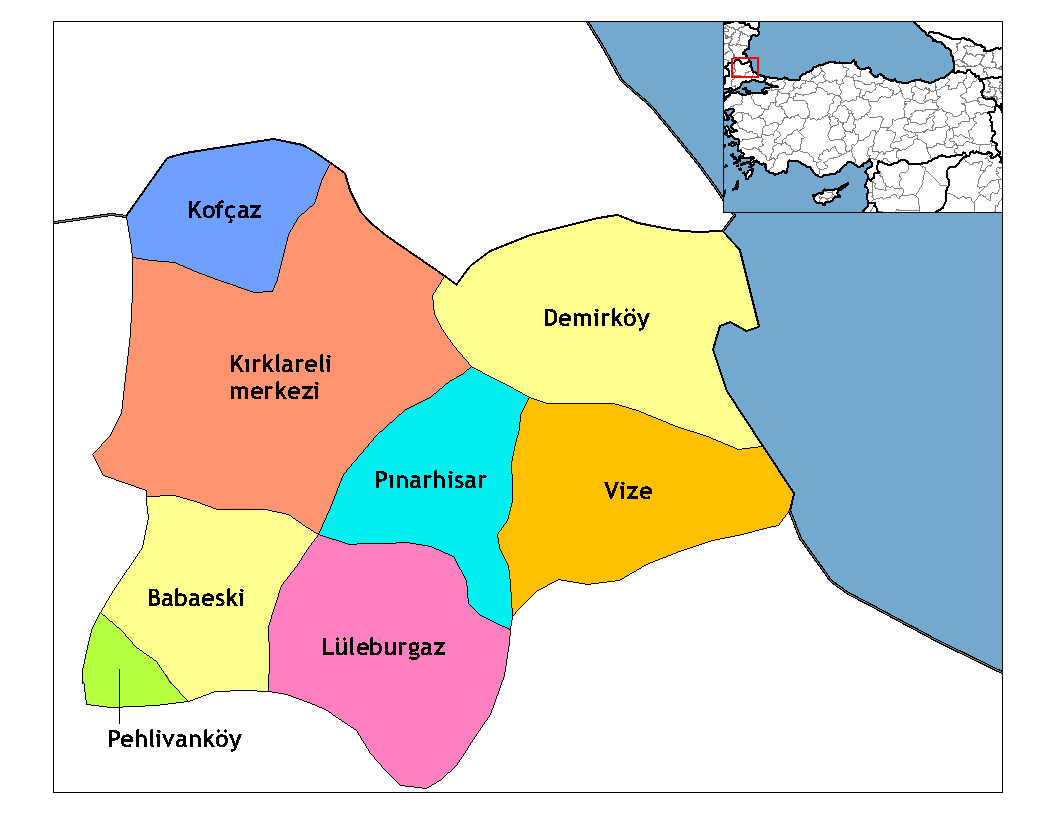
Distrettri della provincia di Kırklareli

La provincia è divisa in 8 distretti: 	
- Kırklareli (centro)
- Babaeski
- Demirköy
- Kofçaz
- Lüleburgaz
- Pehlivanköy
- Pınarhisar
- Vize

Fanno parte della provincia 26 comuni e 186 villaggi.